# Hualan Chen
Pour les articles homonymes, voir Chen.
Hualan Chen (陈化兰) , née en 1969 à Baiyin est une biologiste chinoise spécialisée dans la virologie animale. 
Elle travaille au Harbin Veterinary Research Institute à la Chinese Academy of Agricultural Sciences.
Elle a été citée dans la liste des 10 scientifiques de l'année 2013 de la revue Nature qui la décrit comme "une détective de la grippe aviaire travaillant en première ligne qui a contribué à éviter une éruption de la grippe H7N9 chez les humains en Chine" ».
Elle a reçu le prix L'Oréal-Unesco pour les femmes et la science en 2016 pour ses recherches sur la biologie des virus de la grippe aviaire ouvrant la voie au développement d'un vaccin efficace,.